# Agyrtacantha tumidula
Agyrtacantha tumidula – gatunek ważki z rodziny żagnicowatych (Aeshnidae).